# 塞利奇夫
50°28′23″N 27°7′5″E / 50.47306°N 27.11806°E
塞利奇夫（羅馬化：Selychiv）是烏克蘭西部的村莊，隸屬赫梅利尼茨基州的舍佩蒂夫卡區。該村分別距離赫梅利尼茨基155公里和斯拉武塔37公里，面積1.93平方公里，海拔高度219米，2001年人口432。